# Нікавератія (підрозділ окружного секретаріату)
Підрозділ окружного секретаріату Нікавератія — підрозділ окружного секретаріату округу Курунегала, Північно-Західна провінція, Шрі-Ланка. Складається з 42 Грама Ніладхарі.